# Делавен (Іллінойс)
Делавен (англ. Delavan) — місто (англ. city) в США, в окрузі Тазвелл штату Іллінойс. Населення — 1568 осіб (2020).

## Географія
Делавен розташований за координатами 40°22′17″ пн. ш. 89°32′41″ зх. д. / 40.37139° пн. ш. 89.54472° зх. д. (40.371334, -89.544658).  За даними Бюро перепису населення США в 2010 році місто мало площу 1,84 км², уся площа — суходіл. В 2017 році площа становила 3,67 км², уся площа — суходіл.

## Демографія
Згідно з переписом 2010 року, у місті мешкало 1689 осіб у 680 домогосподарствах у складі 463 родин. Густота населення становила 916 осіб/км².  Було 740 помешкань (401/км²).
Расовий склад населення:
| - 98,6 % — білих - 0,3 % — чорних або афроамериканців - 0,2 % — корінних американців - 0,1 % — азіатів |

До двох чи більше рас належало 0,7 %. Частка іспаномовних становила 0,9 % від усіх жителів.
За віковим діапазоном населення розподілялося таким чином: 24,7 % — особи молодші 18 років, 59,0 % — особи у віці 18—64 років, 16,3 % — особи у віці 65 років та старші. Медіана віку мешканця становила 39,2 року. На 100 осіб жіночої статі у місті припадало 91,3 чоловіків;  на 100 жінок у віці від 18 років та старших — 88,7 чоловіків також старших 18 років.
Середній дохід на одне домашнє господарство  становив 63 235 доларів США (медіана — 47 500), а середній дохід на одну сім'ю — 78 013 долари (медіана — 65 089). Медіана доходів становила 44 659 доларів для чоловіків та 34 583 долари для жінок. За межею бідності перебувало 10,0 % осіб, у тому числі 12,9 % дітей у віці до 18 років та 12,2 % осіб у віці 65 років та старших.
Цивільне працевлаштоване населення становило 725 осіб. Основні галузі зайнятості: освіта, охорона здоров'я та соціальна допомога — 22,3 %, виробництво — 17,0 %, роздрібна торгівля — 11,4 %, мистецтво, розваги та відпочинок — 8,4 %.